# Природозахисний рух
Природозахисний рух у широкому значенні

Природозахисний рух, Глобальний екологічний рух є рух, заснований на захисті довкілля, є одним з декількох нових соціальних рухів, що виникли в 1960-ті роки. Його виникнення і розвиток обумовлено більш широким усвідомленням екологічної кризи нашої планети.

Екологічний рух (іноді згадується як екологічного руху), а також у тому числі збереження і зелених політики, є різноманітною наукової, соціальної, політичної та рух для вирішення екологічних проблем. Екологи виступають сталого управління ресурсами і управління довкіллям шляхом внесення змін у державній політиці і індивідуальної поведінки. У своєму визнання людства як учасника (не ворога) екосистем, рух по центру екології, здоров'я та прав людини.
Екологічний рух (у просторіччі також еко-рух), в першу чергу зосереджені на природному або навколишньому середовищі громадського руху.

Екологічний рух може бути один або декілька колективні актори конденсуватися (масовий рух), щоб "вирішити" один з її сприймається як такою проблемою при певних конфліктів між людьми і довкіллям в їх розумінні. Окремі суб'єкти не обов'язково організовані тільки в одному екологічної організації, хоча організації можуть бути частиною руху дуже добре, якщо не часто використовуються взаємозамінно. Типові таких екологічних рухів (у сучасному розумінні) неурядові організації, такі як Бунд Grüne Ліга, НАБУ, Грінпіс, ініціативними групами та багато інших. Метою більшості екологічних рухів і їх союзників (екологів) фундаментальна зміна у відносинах людини і довкілля. Дія Альянси також відіграють важливу роль в організації демонстрації, ходи і мітинги Зірка велосипед - таких, як щорічні демонстрації проти птахофабрики і сільськогосподарської політики під девізом ми набридли або для м'яких мобільності.